# Samsung Galaxy S10
Pour les articles homonymes, voir S10.
Les Samsung Galaxy S10, Galaxy S10+, Galaxy S10e, Galaxy S10 5G et Galaxy S10 Lite, sont cinq smartphones Android haut de gamme de type phablette produits par la société Samsung Electronics. Ils font partie de la gamme Galaxy S.
La présentation des smartphones, aux côtés du Samsung Galaxy Fold, a été faite le 20 février 2019 à San Francisco, quelques jours avant le Mobile World Congress. La présentation était également diffusée en direct sur Internet et sur l’application mobile téléchargeable sur le Samsung Galaxy Apps Store.

## Caractéristiques
Le smartphone est décliné en quatre versions : le S10e (5,8 pouces), le S10 (6,1 pouces), le S10+ (6,4 pouces), et le S10 5G (6,7 pouces).
Le téléphone utilise deux types de puces SOC selon les zones géographiques : une puce Exynos 9820 de Samsung pour l’Europe et l’Asie et un SOC Snapdragon 855 pour l’Amérique et la Chine. Il en est de même pour le processeur graphique : un ARM Mali G76 MP12 pour la zone « monde » et un Adreno 640 pour les États-Unis et la Chine.
Parmi les innovations, le téléphone propose la recharge sans fil, des écouteurs sans fil, et la vidéocapture HDR10+. Le capteur d’empreintes digitales est désormais situé sous l’écran, et non plus à l’arrière.
L’écran du Galaxy S10e n’est pas incurvé, contrairement aux autres.
Le Galaxy S10 5G reconnaît les réseaux 5G et possède un quadruple capteur photo à l’arrière, contre trois pour le Galaxy S10. Enfin, il ne reconnaît pas les supports de stockage SD.
À leur sortie, les trois smartphones sont annoncés au prix de 759 euros pour le Galaxy S10e, 909 pour le Galaxy S10 et de 1009 euros pour le Galaxy S10+.
Le 3 janvier 2020, une version allégée, le Galaxy S10 Lite, est annoncée. Son écran est de 6,7 pouces, avec 6 ou 8 Go de mémoire vive, 128 Go de stockage et une batterie de 4 500 mAh. Positionné au milieu de gamme, l'appareil a un dos en plastique au lieu du verre, et n'est pas compatible avec la 5G. Par ailleurs, malgré la sortie du Samsung Galaxy S20, le S10 n'a pas été retiré de la vente.

### Écran
Le S10 a un affichage de 14,0 cm (0,95 cm pour l’ensemble des 2 bordures) × 6,65 cm (0,39 cm pour l’ensemble des 2 bordures). Le S10 5G a un affichage de 15,4 cm (0,88 cm pour l’ensemble des 2 bordures) × 7,29 cm (0,42 cm pour l’ensemble des 2 bordures). Le S10 est équipé d’un écran Dynamic AMOLED de 3040 × 1440 pixels avec une résolution de 550 ppp.
Voici la liste complète avant le modèle S20, ayant connu au moins une augmentation de 320 p en largeur entre chaque modèle et le suivant : S8 (+400 p) | S6 (+640 p) | S4 (+640 p) | S3 (+480 p) | S (+320 p) | Le Galaxy a 480 p de large.
La précision des couleurs serait impossible à distinguer de la perfection et la luminosité 17 % plus élevée que sur le Galaxy S9.

## Galerie

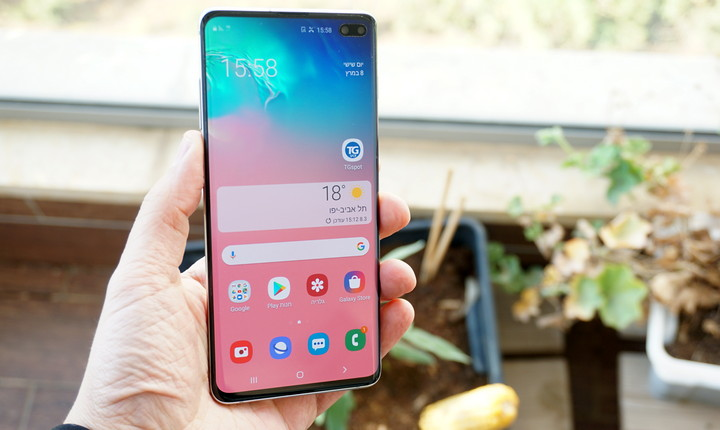
Galaxy S10+
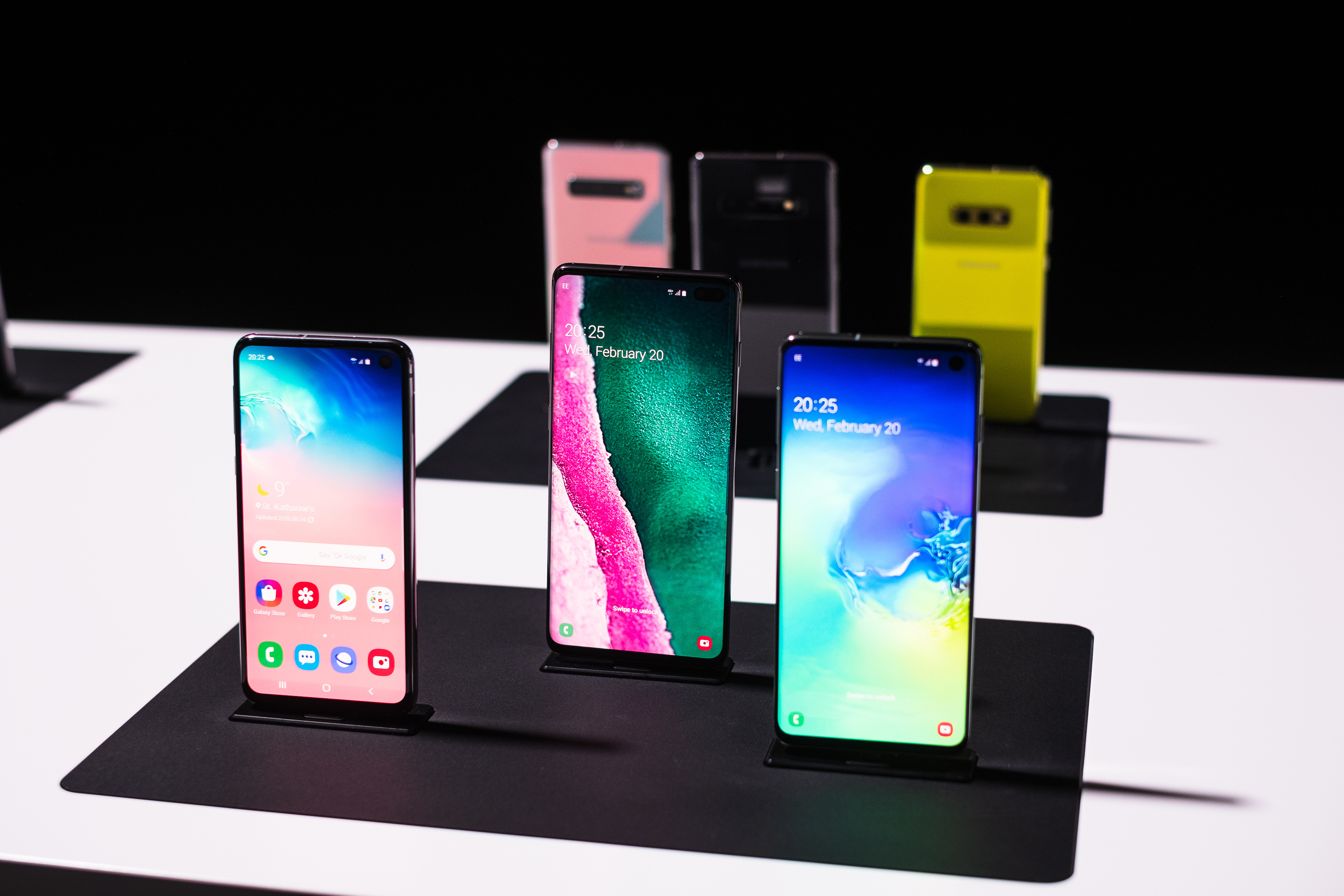
Les 3 versions : S10e, S10+ et S10
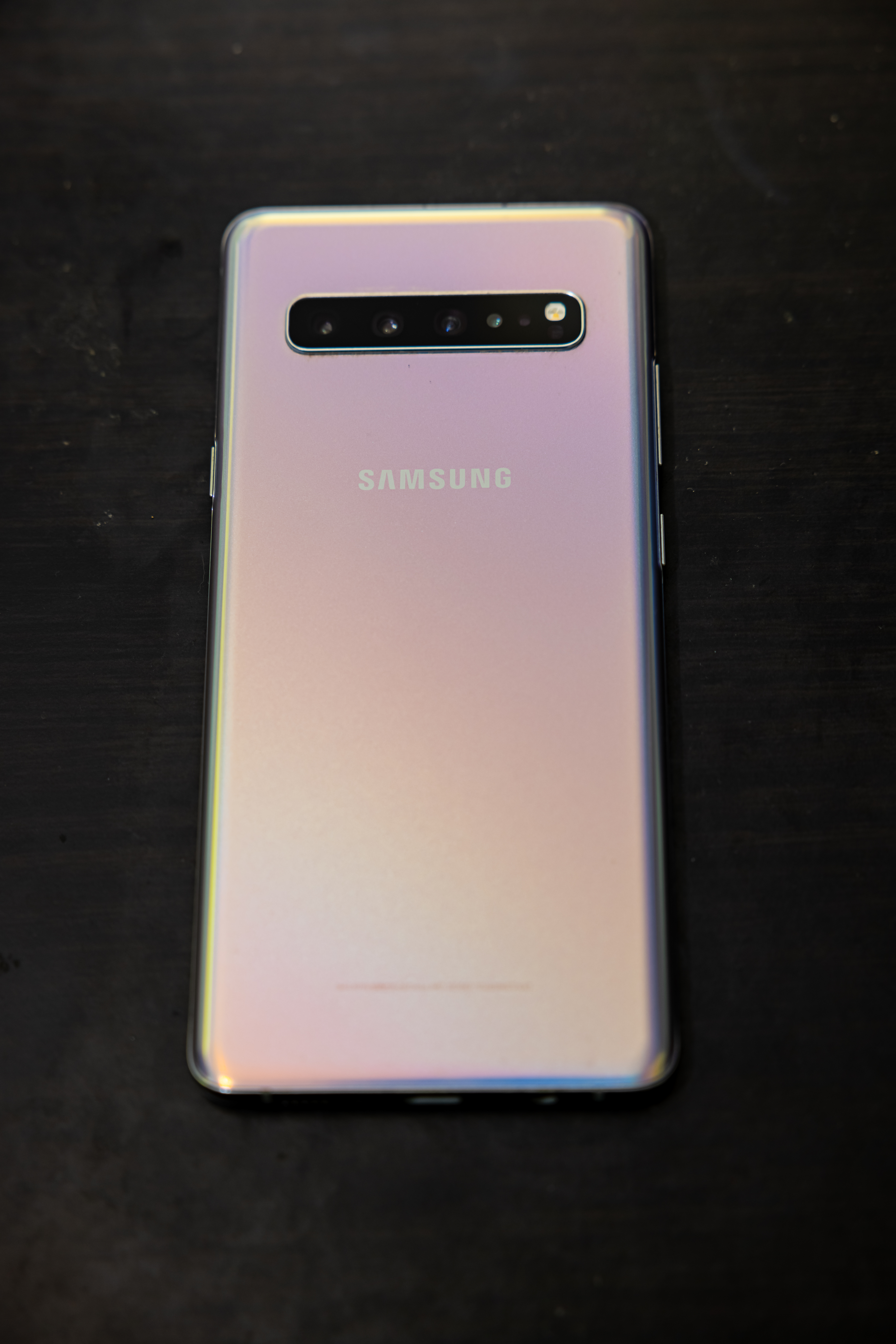
Samsung Galaxy S10 5G (vue arrière)